# So Far Away (песня Dire Straits)
«So Far Away» ― песня британской рок-группы Dire Straits, выпущенная в качестве сингла с альбома Brothers in Arms в 1985 году.

## Чарты
| Чарт (1985–1986)                   | Пиковая позиция |
| ---------------------------------- | --------------- |
| Бельгия/Фландрия (Ultratop 50)     | 21              |
| Канада (RPM Top Singles)           | 24              |
| Ирландия (IRMA)                    | 14              |
| Нидерланды (Single Top 100)        | 23              |
| Новая Зеландия (Recorded Music NZ) | 25              |
| Норвегия (VG-lista)                | 4               |
| Швеция (Sverigetopplistan)         | 7               |
| Швейцария (Schweizer Hitparade)    | 6               |
| Великобритания (OCC UK Singles)    | 20              |
| США (Billboard Hot 100)            | 19              |
| США (Billboard Adult Contemporary) | 3               |

## Сертификации
| Регион                                                                      | Сертификация | Продажи |
| --------------------------------------------------------------------------- | ------------ | ------- |
| Испания (PROMUSICAE)                                                        | Золотой      | 30 000  |
| Новая Зеландия (RMNZ)                                                       | Платиновый   | 30 000  |
| Великобритания (BPI)                                                        | Серебряный   | 200 000 |
| Данные о продажах + прослушиваниях приведены только на основе сертификации. |              |         |

## Участники записи
- Марк Нопфлер ― вокал, электрогитара
- Джон Иллсли ― бас-гитара, бэк-вокал
- Алан Кларк ― орган, фортепиано и сэмплер
- Гай Флетчер ― синтезатор, бэк-вокал
- Омар Хаким ― ударные